# Josiah Conder

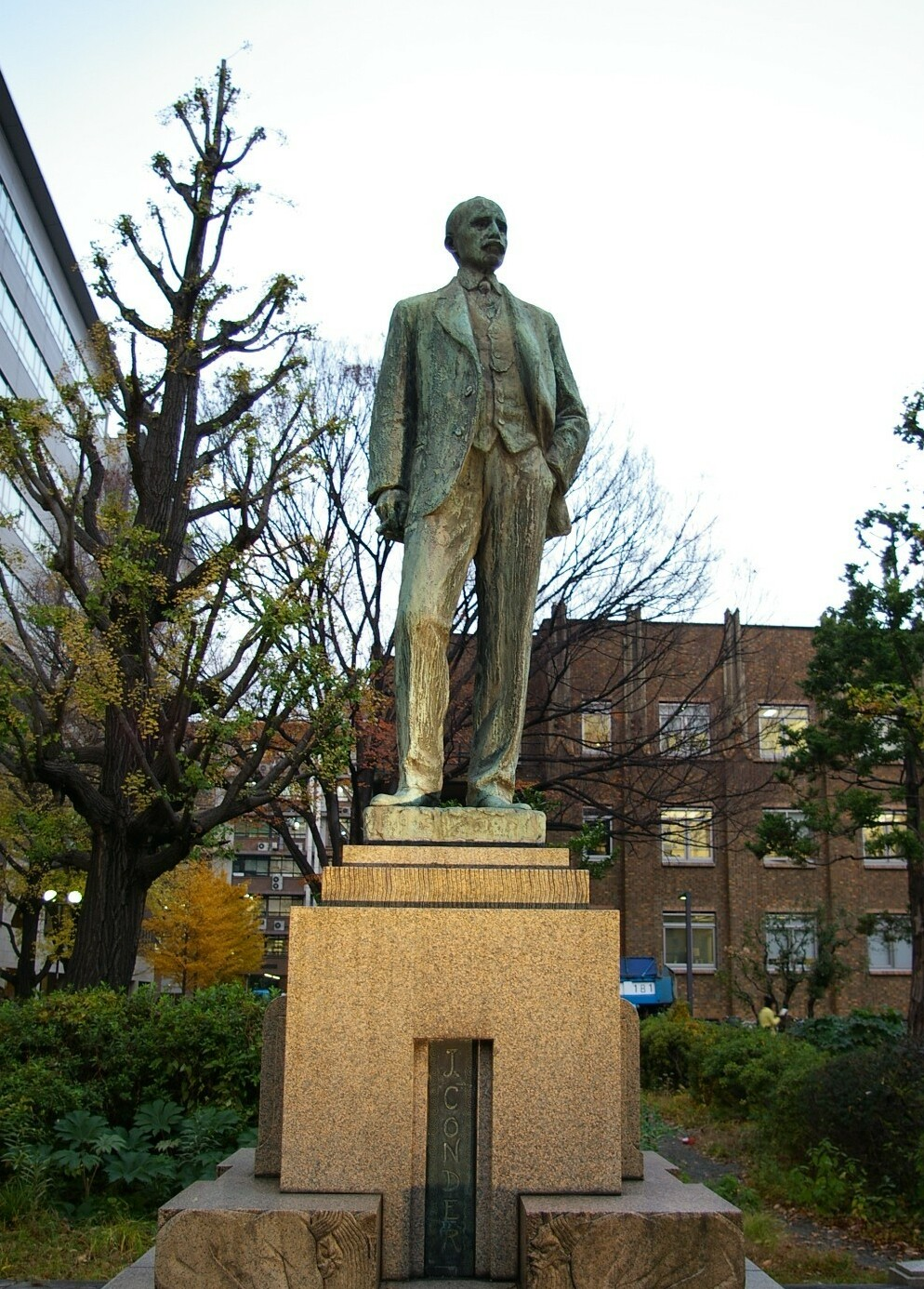
Pomnik Josiaha Condera na terenie Uniwersytetu Tokijskiego

Josiah Conder (ur. 28 września 1852 w Londynie), zm. 21 czerwca 1920 w Tokio) – brytyjski architekt, działający głównie w Japonii.

## Życiorys
Studiował w Royal College of Art oraz University of London, po studiach współpracował z tworzącym architekturę neogotycką Williamem Burgesem. Za realizowane wówczas prace w 1876 roku został nagrodzony Soane Prize. W tym samym roku otrzymał od rządu japońskiego zaproszenie do objęcia stanowiska wykładowcy. W 1877 roku przybył do Japonii, oprócz zatrudnienia w nowo utworzonym Imperial College of Engineering (Kōbu Daigakkō, potem część Uniwersytetu Tokijskiego), został konsultantem w Ministerstwie Prac Publicznych.
Jego działalność wywarła znaczący wpływ na westernizację architektury, będącą elementem trwającej od 1868 roku restauracji Meiji. 
Zaprojektował około 50 budynków, w tym kościoły, prywatne rezydencje i budynki użyteczności publicznej.

## Wybrane prace
- Rokumeikan, 1883
- Budynek Wydziału Prawa Uniwersytetu Tokijskiego, 1884
- Sobór Zmartwychwstania Pańskiego w Tokio 1891
- Budynek Ministerstwa Marynarki w Tokio, 1895
- Dom rodziny Iwasaki (właścicieli Mitsubishi), 1896, zniszczony podczas trzęsienia ziemi)
- kościół anglikański w Jokohamie, 1901 (Yokohama Yamate Seikokai, zniszczony podczas trzęsienia ziemi)
- Willa w parku Kyu-Furukawa w Tokio, 1917

## Wybrane publikacje
- Kwiaty Japonii i sztuka kompozycji kwiatowych (The flowers of Japan and the art of floral arrangement, 1891, tł. na j. polski Ireneusz Kania, ISBN 83-7052-596-2)
- Landscape gardening in Japan (1893)